# Francesco Accolti
Francesco Accolti, född 1416 i Arezzo, död 1488 i Siena, var en italiensk rättslärd. Han var bror till Benedetto Accolti den äldre. 

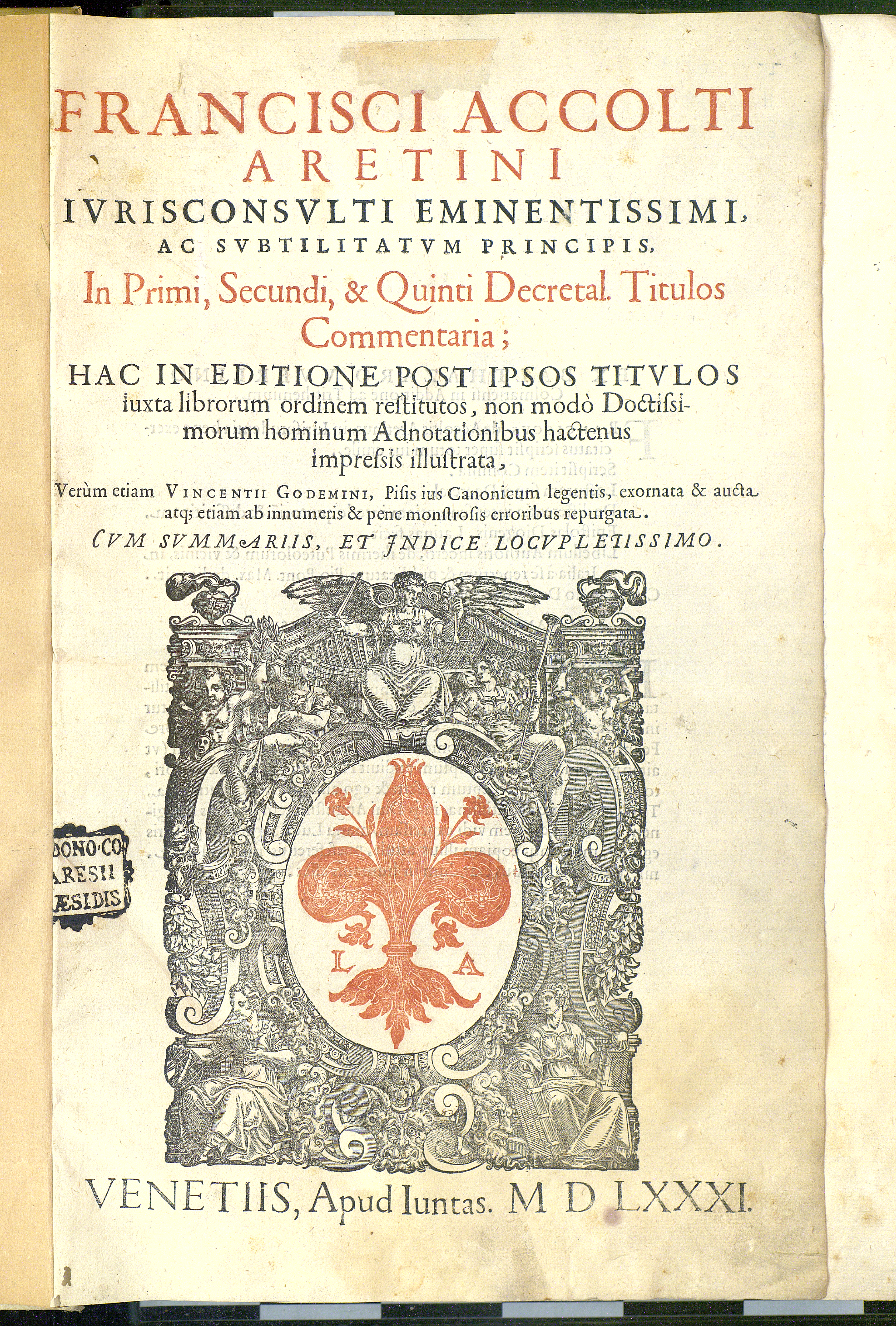
In primi, secundi et quinti Decretalium titulos commentaria, 1581

Accolti, som var juris professor i Bologna och Ferrara, var mångsidigt verksam inom litteraturen och vann genom sina juridiska skrifter ett stort namn. 